# Автоматична гвинтівка

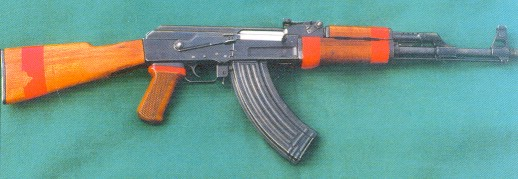
7,62-мм автомат Калашникова зразку 1947 року

Автоматична гвинтівка — індивідуальна автоматична зброя, призначена для ведення автоматичної та одиночної стрільби.[джерело?] Забезпечує вищу бойову скорострільність, зменшену стомлюваність стрільця та зручніше спостереження за ціллю ніж не автоматичні гвинтівки. Перший проєкт автоматичної гвинтівки запропонував американець Р. Пілон у 1863 р. Сучасні автоматичні гвинтівки зазвичай мають багнет та часто обладнані пристроєм для стрільби гвинтівковими гранатами. Автоматичні гвинтівки калібру 7,62 мм мають більшу потужність набою, але важчі та менш влучні при автоматичній стрільбі у порівнянні з гвинтівками під мало імпульсний набій.
Найрозповсюдженіші сучасні автоматичні гвинтівки: американська 5,56-мм M16A1, французька 5,56-мм FAMAS, ізраїльська 5,56-мм Galil, німецька 7,62-мм G3A3, бельгійська 7,62-мм FN FAL.